# Yulduz
Yulduz ist ein weiblicher Vorname.

## Herkunft und Bedeutung
Der usbekische Name bedeutet Stern. Namensvarianten sind Zhuldyz (kasachisch) und Yıldız (türkisch).

## Bekannte Namensträgerinnen
- Yulduz Usmonova (* 1963), usbekische Sängerin